# Grenchen
Grenchen é uma comuna da Suíça, localizada no Cantão de Soleura, com 16.058 habitantes, de acordo com o censo de 2010 . Estende-se por uma área de 26,01 km², com densidade populacional de 617 hab/km². Confina com as seguintes comunas: Arch (BE), Bettlach, Büren an der Aare (BE), Court (BE), Lengnau (BE), Romont (BE), Rüti bei Büren (BE) e Selzach.
A língua oficial desta comuna é o alemão.

## Idiomas
De acordo com o censo de 2000, a maioria da população fala alemão (81,8%), sendo o italiano a segunda língua mais comum, com 6,4%, e, em terceiro lugar, o francês, com 2,9%.